# Cwi Ajalon
Cwi Ajalon (ur. 15 czerwca 1911, zm. 1993) – izraelski dowódca wojskowy w stopniu generała majora (alluf), oficer dyplomowany Sił Obronnych Izraela, pierwszy zastępca Szefa Sztabu Generalnego Sił Obronnych Izraela.

## Młodość
Urodził się w ówczesnym Imperium Rosyjskim. Jego ojciec nazywał się Meir Lstzinr, a jego matka Ester. Pobrał tradycyjną edukację religijną.
Jako nastolatek w 1923 wyemigrował do Mandatu Palestyny. Uczęszczał do szkoły w Hajfie, a następnie szkoły rolniczej Mikwe Jisra’el. W 1931 ożenił się z Rachelą, córką Mordechaja Katznelsona. Mieli dwoje dzieci: Dalię i Boaza.

## Kariera wojskowa
W 1927 wstąpił do żydowskiej organizacji paramilitarnej Hagana. Podczas arabskich rozruchów w 1929 dowodził oddziałem samoobrony. W trakcie działań bojowych został raniony.
W 1936 objął funkcję dowódczą i szkoleniową w Hajfie, a następnie był oficerem planowania w Galilei. W 1943 objął dowodzenie nad ośrodkiem szkoleniowym Hagany w G'oara. Szkolono w nim kadry oficerskie przyszłych żydowskich sił zbrojnych. W 1944 został mianowany dowódcą sił Hagany w północnej Galilei.
Po przeniesieniu do Sztabu Generalnego uczestniczył w stworzeniu koncepcji sił polowych i teorii walki Hagany. Podczas wojny domowej w Mandacie Palestyny w styczniu 1948 został mianowany zastępcą szefa sztabu. Po utworzeniu w maju Sił Obronnych Izraela pozostał na swoim stanowisku, awansując na stopień generała majora. Równolegle pełnił obowiązki szefa Centralnego Dowództwa, dowodząc wojskami podczas walk w Wojnie o niepodległość w Jerozolimie.
W 1957 został mianowany szefem wydziału budownictwa i nieruchomości w Ministerstwie Obrony Izraela, a w lipcu 1958 został wiceprezesem Ministerstwa Obrony do spraw gospodarczych. W 1964 był ambasadorem Izraela w Wielkiej Brytanii. W 1965 zrezygnował ze służby wojskowej.

## Po wojsku
Po opuszczeniu armii, w listopadzie 1966 rozpoczął pracę jako dyrektor w Ministerstwie Transportu. Zmarł w 1993.